# Archelon
Archelon („vládnoucí želva“) je rod dávno vyhynulé obří svrchnokřídové želvy, objevené poprvé v roce 1895 paleontologem G. R. Wielandem. Je největší dosud známou želvou všech dob. Exemplář objevený v 70. letech minulého století měřil na délku přes 4 metry a od konce jedné ploutve ke druhé necelých 5 metrů (4,87 m). Hmotnost je pak odhadována až kolem 2,2 tuny. Podle některých vědců se tyto želvy nepochybně dožívaly vysokého věku, zřejmě více než století.

## Výskyt a popis

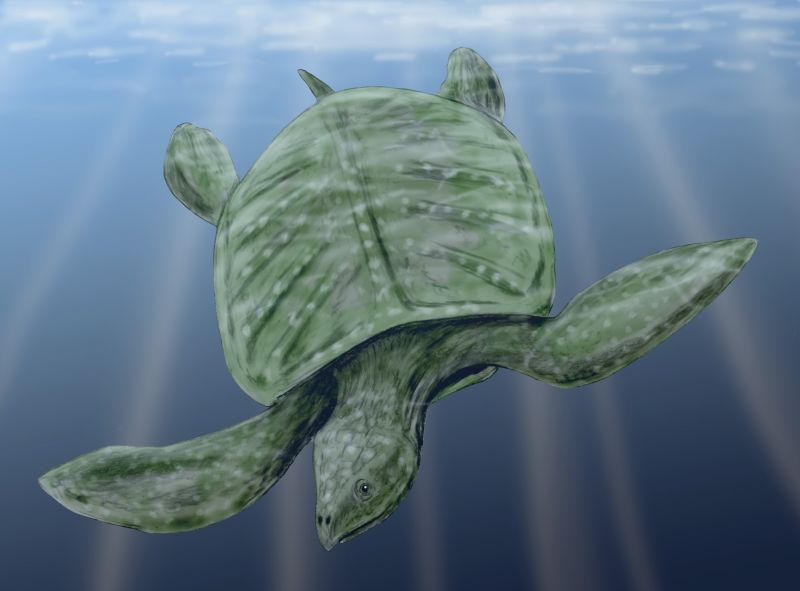
Archelon - paleoekologická rekonstrukce

Fosilie tohoto rodu byly objeveny zejména na území Jižní Dakoty a Wyomingu v USA. Obří mořská želva plavala ve vodách někdejšího Velkého vnitrozemského moře v době před asi 80 miliony let, tedy v období pozdní křídy. Neměla pevnou kosterní schránku, spíše jen vyztužený krunýř potažený tuhou kůží. Nejbližšími současnými příbuznými této dávné želvy jsou nejspíš kožatky a karety.